# منطقة باكور
باكور رمزها «PK» (بالإنجليزية: Pakur)‏ ، هو تقسيم إداري لدولة الهند تتبع ولاية جهارخاند (بالإنجليزية: Jharkhand)‏ ، مركزها هو مدينة باكور (بالإنجليزية: Pakur)‏ عدد سكانها حسب تعداد سنة 2001 هو 701,616 ، مساحتها 1,805 كم² وكثافة السكان 389 لكل كم² .